# École de droit de l'Université d'État de Rio de Janeiro
 (mai 2024).
La mise en forme du texte ne suit pas les recommandations de Wikipédia : il faut le « wikifier ».
Les points d'amélioration suivants sont les cas les plus fréquents. Le détail des points à revoir est peut-être précisé sur la page de discussion.
- Les titres sont pré-formatés par le logiciel. Ils ne sont ni en capitales, ni en gras.
- Le texte ne doit pas être écrit en capitales (les noms de famille non plus), ni en gras, ni en italique, ni en « petit »…
- Le gras n'est utilisé que pour surligner le titre de l'article dans l'introduction, une seule fois.
- L'italique est rarement utilisé : mots en langue étrangère, titres d'œuvres, noms de bateaux, etc.
- Les citations ne sont pas en italique mais en corps de texte normal. Elles sont entourées par des guillemets français : « et ».
- Les listes à puces sont à éviter, des paragraphes rédigés étant largement préférés. Les tableaux sont à réserver à la présentation de données structurées (résultats, etc.).
- Les appels de note de bas de page (petits chiffres en exposant, introduits par l'outil «  Source ») sont à placer entre la fin de phrase et le point final[comme ça].
- Les liens internes (vers d'autres articles de Wikipédia) sont à choisir avec parcimonie. Créez des liens vers des articles approfondissant le sujet. Les termes génériques sans rapport avec le sujet sont à éviter, ainsi que les répétitions de liens vers un même terme.
- Les liens externes sont à placer uniquement dans une section « Liens externes », à la fin de l'article. Ces liens sont à choisir avec parcimonie suivant les règles définies. Si un lien sert de source à l'article, son insertion dans le texte est à faire par les notes de bas de page.
- La présentation des références doit suivre les conventions bibliographiques. Il est recommandé d'utiliser les modèles {{Ouvrage}}, {{Chapitre}}, {{Article}}, {{Lien web}} et/ou {{Bibliographie}}. Le mode d'édition visuel peut mettre en forme automatiquement les références.
- Insérer une infobox (cadre d'informations à droite) n'est pas obligatoire pour parachever la mise en page.

Pour une aide détaillée, merci de consulter Aide:Wikification.
Si vous pensez que ces points ont été résolus, vous pouvez retirer ce bandeau et améliorer la mise en forme d'un autre article.
 (mai 2024).
L'École de droit de l'Université d'État de Rio de Janeiro (FDir - UERJ), anciennement connue par École de Droit de l'Université du District Fédéral et École de Droit de l'Université de Guanabara, est une instituition d'enseignement et de recherche de l'Université d'État de Rio de Janeiro. Elle a été fondée le 11 mai 1935 et est une des Écoles plus ancienne de l'État et l'une des plus traditionnelles du pays.
En près d'un siècle d'enseignement, l'École a formé plusieurs personnalités notables dans ses programmes d'étude, parmi lesquels des ministres de la Cour Federel de Justice (l'equivalant au Conseil Constitutionel français),, des gouverneurs de l'État de Rio de Janeiro, politiques, ainsi que compositeurs et artistes. Le premier siège du collège était un manoir situé Rua do Catete, 243, puis transféré en 1976 à son siège actuel, au septième étage du Campus Maracanã, à Rua São Francisco Xavier, 524.
L'École est reconnu pour son excellence académique et se targue, depuis plus de deux décennies, d'un taux de réussite de 100 % aux examens d'entrée à l' Association du Barreau brésilien (OAB). Son programme de premier cycle est fréquemment classé parmi les meilleurs du pays dans divers classements, tels que le classement universitaire Folha de S. Paul.
Lorsque Luís Roberto Barroso a été nommé au Tribunal suprême fédéral (STF), en 2013, la Faculté de droit de l'UERJ comptait désormais trois professeurs qui étaient également ministres du plus haut tribunal du pays, aux côtés de Joaquim Barbosa, aujourd'hui retraité, et Luiz Fux. D'autres ministres du STF étaient professeurs au collège, comme Ary Franco, Aliomar Baleeiro et Oscar Dias Correia . Actuellement, la Faculté compte une série de professeurs renommés, tels que Daniel Sarmento, Gustavo Tepedino, Flávio Galdino, Heloisa Helena Barboza, Wallace Corbo, Antonio Cabral, Davi Tangerino et Marco Antonio Rodrigues. Dans le passé, des noms tels qu'Afonso Arinos de Melo Franco, Heleno Fragoso, Nilo Batista et Barbosa Moreira enseignaient également dans l'institution.

## Litis Jr. (Jeune entreprise)
Historique
La Junior Entreprise de l'École de Droit ( Litis Jr. ) a été fondée par un groupe d'étudiants en 2022. L'initiative compte sur la participation des étudiants de licence et le soutien des professeurs et des anciens élèves pour rapprocher les professionnels des étudiants. Sa mission est donc de promouvoir l'intégration entre le monde universitaire et le marché du travail, en offrant aux étudiants la possibilité d'appliquer les connaissances acquises dans la classe en pratique.
Au cours de ses années d'existence, Litis a créé la Foire aux Stages, un événement semestriel au cours duquel la faculté accueille des dizaines de cabinets pour une journée de rencontres avec les étudiants, ainsi que plusieurs visites dans des cabinets renommés tels que Mattos Filho, Machado Meyer, Trench Rossi Watanabe, Galdino & Coelho, Pimenta, Takemi, Ayoub, Sérgio Bermudes et Gustavo Tepedino.

### Opération
La Litis Jr est gérée par des étudiants en droit de l'UERJ, qui occupent des postes de direction, de coordination et de consultation. Les projets sont supervisés par des professeurs et des professionnels du domaine juridique, garantissant la qualité des services fournis. Les membres passent par des processus de sélection et de formation, assurant qu'ils soient prêts à répondre aux demandes des clients.

### Partenariats et projets
La Litis Jr établit des partenariats avec des cabinets d'avocats, des entreprises et d'autres institutions pour la réalisation de projets communs. En plus de fournir des services de consultation, l'entreprise junior participe à des projets d'extension universitaire, contribuant au développement social et juridique de la communauté.

## Groupes d'étude et ligues
La Faculté de droit mène plusieurs initiatives académiques. Parmi elles, les associations étudiantes qui visent le développement académique à travers des concours, des événements et des publications.
L'un des plus importants est le Groupe d'étude sur l'arbitrage de l'UERJ ( GEArb-UERJ ), qui participe à d'importants concours sur le sujet, comme le Foreign Direct Investment Arbitration Moot (FDI Moot), un concours international d'arbitrage en matière d'investissement, le Concours brésilien d'arbitrage, promu par CAMARB, le Coditech Moot - arbitrage et technologie - et le Concours d'Arbitrage International de Paris .
En outre, le collège dispose également de la Ligue de droit privé, qui participe chaque année au concours de droit civil brésilien promu par l'Académie brésilienne de droit civil. Lors des 10 éditions qui se sont déroulées entre 2012 et 2024, le LADP a remporté 7 des 9 contestées.

## Anciens élèves célèbres
- Ivan Pinheiro (pt), ancien secrétaire général du PCB (premier cycle)
- Otávio Leite (pt), ancien député fédéral (obtention du diplôme)
- Alessandro Molon, ancien député fédéral (PhD)[9]
- Marcelo Calero (pt), ancien député fédéral et ancien ministre de la Culture du Brésil (obtention du diplôme)
- Wadih Damous, ancien député fédéral (Diplôme)
- Geraldo Vandré, chanteur et compositeur (Diplôme)
- Paulo Sérgio Valle (pt), compositeur (Diplôme)[10]
- João Roberto Kelly (pt), pianiste et compositeur (Diplôme)[10]
- Flávia Alessandra, actrice (obtention du diplôme)
- Daniel Sarmento (pt), Avocat et réviseur (PhD)
- Regis Fichtner (pt), PGE, avocat et ancien secrétaire de la Maison Civile

## Professeurs célèbres et anciens professeurs
- Luiz Fux (pt), ministre du STF et professeur de droit procédural civil
- Nilo Batista (pt), professeur (retraité) de droit pénal
- Luís Roberto Barroso, ministre du STF et professeur de droit constitutionnel
- José Carlos Barbosa Moreira (pt), juge, professeur (retraité) de droit procédural civil
- Joaquim Barbosa, ancien ministre du STF et ancien professeur de droit administratif (démissionnaire en 2015).
- Roberto Lyra (pt), patron de l'institution, professeur de droit pénal, s'est fait voler son buste en 2004
- Joaquim Pimenta (pt), juriste et homme politique
- Afonso Arinos de Melo Franco, écrivain, membre de l'ABL, député et sénateur, ancien ministre des Affaires étrangères
- Aliomar Baleeiro (pt), ministre du STF
- Caio Tácito (pt), professeur de droit administratif, professeur de théorie générale du processus et droit de la procédure civile, en plus d'être recteur de l'UERJ
- Celso Renato Duvivier de Albuquerque Mello (pt), juriste
- Ary Franco (pt), ministre du STF
- Oscar Dias Correa (pt), ministre du STF
- Célio Borja (pt), ministre du STF
- Oto Agripino Maia (pt), ambassadeur au Vatican, en Suède, en Grèce et en Afrique du Sud
- José Pereira Lira (pt), avocat et ministre en chef de la Maison civile du gouvernement Eurico Dutra (1946-1951)